# Маттеотти, Джакомо
Джа́комо Маттео́тти (итал. Giacomo Matteottiо файле; 22 мая 1885, Фратта-Полезине, Королевство Италия — 10 июня 1924, Рим, Королевство Италия) — итальянский политик, один из лидеров Итальянской социалистической партии. Убийство Маттеоти как одного из руководителей антифашистской оппозиции чернорубашечниками спровоцировало крупный политический кризис, едва не пошатнувший фашистский режим.

## Биография
Выходец из преуспевающей семьи, Маттеотти по примеру брата всё же встал на сторону угнетённых и присоединился к социалистическому движению. Окончил юридический факультет Болонского университета, защитив диссертацию о рецидивизме, написанную с профессором Алессандро Стоппато. Во время Первой мировой войны за антивоенную деятельность был арестован и заключён в тюрьму на Сицилии. С 1919 года — депутат парламента; избирался трижды (также в 1921 и 1924 годах).
В октябре 1922 года вместе с Филиппо Турати и другими реформистами был исключён из Итальянской социалистической партии и участвовал в основании Унитарной социалистической партии, являлся её политическим секретарём. Хотя он, как и доминировавшие в ИСП максималисты, стремился к революции, но трактовал её скорее в этическом ключе, как развивающуюся снизу, через воспитание людей в духе солидарной и неиндивидуалистической концепции межличностных отношений, утверждая, что: «свержение буржуазии — это самое меньшее. Самое главное – построить и подготовить социализм внутри себя».
В отличие от других реформистов, выступал за решительное сопротивление фашизму и некоторое время был лидером оппозиции режиму Национальной фашистской партии. Ещё в 1921 году он осудил фашистское насилие в памфлете «Социалистическое расследование деяний фашистов в Италии» (Inchiesta socialista sulle gesta dei fascisti in Italia). В 1924 году была опубликована его книга «Разоблачение фашистов: год фашистского господства». Во вновь избранной палате депутатов Маттеотти 30 мая 1924 года разоблачал избирательные махинации и злоупотребления фашистской партии и потребовал аннулировать мандаты фашистских депутатов. Готовил новые разоблачения фашистского режима, включая возможные доказательства взяток Муссолини от корпорации Sinclair Oil. Закончив своё знаменитое выступление 30 мая, он сказал, обращаясь к сидевшему рядом с ним Джованни Козаттини: «Я произнёс свою речь. Теперь ты подготовь для меня похоронную».

## Убийство и последствия
10 июня 1924 года в Риме Маттеотти был похищен группой из пяти фашистских боевиков под началом Америго Думини, оказал сопротивление и был убит (что, вероятно, не входило в планы похитителей). Его труп был найден только 16 августа 1924 года после тщательных поисков около Риано, в 23 километрах от Рима. Убийство парламентария вызвало острый кризис фашистского режима. Уже в первые дни после исчезновения Маттеотти стало ясно, что он был убит по приказу людей из верхушки режима, что вызвало возмущение оппозиции. В течение двух недель после убийства судья, назначенный для расследования преступления, приказал арестовать высокопоставленных членов ближайшего окружения Муссолини, и были заданы вопросы о личном участии дуче. Депутаты от нефашистских партий покинули здание парламента (так называемая Авентинская сецессия) и создали Авентинский блок.
В условиях нестабильности правительства и угрозы избирательной реформы в конце 1924 года, лидером социалистической оппозиции Чезаре Росси был опубликован манифест, в котором он прямо обвинил фашистов в соучастии в убийстве Маттеотти. Муссолини попытался выйти из сложившегося тупика своей парламентской речью 3 января 1925 года. В ней он взял на себя «политическую, моральную и историческую ответственность» (но не юридическую) за всё, что произошло в Италии в последние месяцы, и конкретно за убийство Маттеотти. Речь рассматривается историками вроде Ренцо де Феличе как акт окончательного установления диктатуры.
Джакомо Лаури-Вольпи в своей книге «Вокальные параллели» утверждает, что Маттеотти и Титта Руффо были свояками.
В автобиографической же книге переводчик А. Бушен в предисловии пишет о Маттеотти как о зяте Руффо.

## В искусстве
- Убийство Маттеотти — итальянский фильм 1956 года (режиссёр Нело Ризи[итал.]).
- Убийство Маттеотти — итальянский фильм 1973 года (режиссёр Флорестано Ванчини).
- М. Сын века — мини-сериал 2025 года о Муссолини. Убийству Маттеотти посвящена отдельная серия.